# Kembo Uba Kembo
Jean Kembo Uba-Kembo, född 27 december 1947 i Matete, död 26 mars 2007 i Kinshasa, var en kongolesisk fotbollsspelare.
Han spelade för Zaire i VM 1974 och i Afrikanska mästerskapet i fotboll 1974, Zaire vann den senare turneringen. Kembo Uba Kembo spelade sammanlagt 23 matcher för Zaire och gjorde på de matcherna fem mål.